# Julio Doldán
Julio Sebastián Doldán Zacarías (Asunción, 15 ottobre 1993) è un calciatore paraguaiano, attaccante del Nacional.

## Carriera
Ha giocato nella massima serie dei campionati paraguaiano e cileno.